# 정승빈
정승빈(1991년 7월 11일 ~ )은 대한민국의 희극 배우이다. KBS 공채 29기 개그맨으로 데뷔했다.
2018년 7월~ 유튜브 깨방정 채널에서 활동하고 있다.

## 출연 작품
- 《개그콘서트》

〈달라스〉
〈예뻐? 예뻐!〉
〈은밀하게 연애하게〉
〈유민상 장가보내기 프로젝트〉
〈시청자 의견〉
〈민상토론〉
〈리액션 야구단〉
〈나가거든〉
〈핵갈린 늬우스〉
〈돌아가〉이상훈의 부하 2 역
〈땀복근무〉
〈사랑이 LARGE〉
〈창과 방패〉
〈수호천사〉
〈아무말 대잔치〉
〈관리자들〉조직관리자 역
〈구린라이트〉
<잘좀훼방>
<당황스럽다>
<알래카메라>
<개콘 실험카메라>